# 更新世巨型動物群

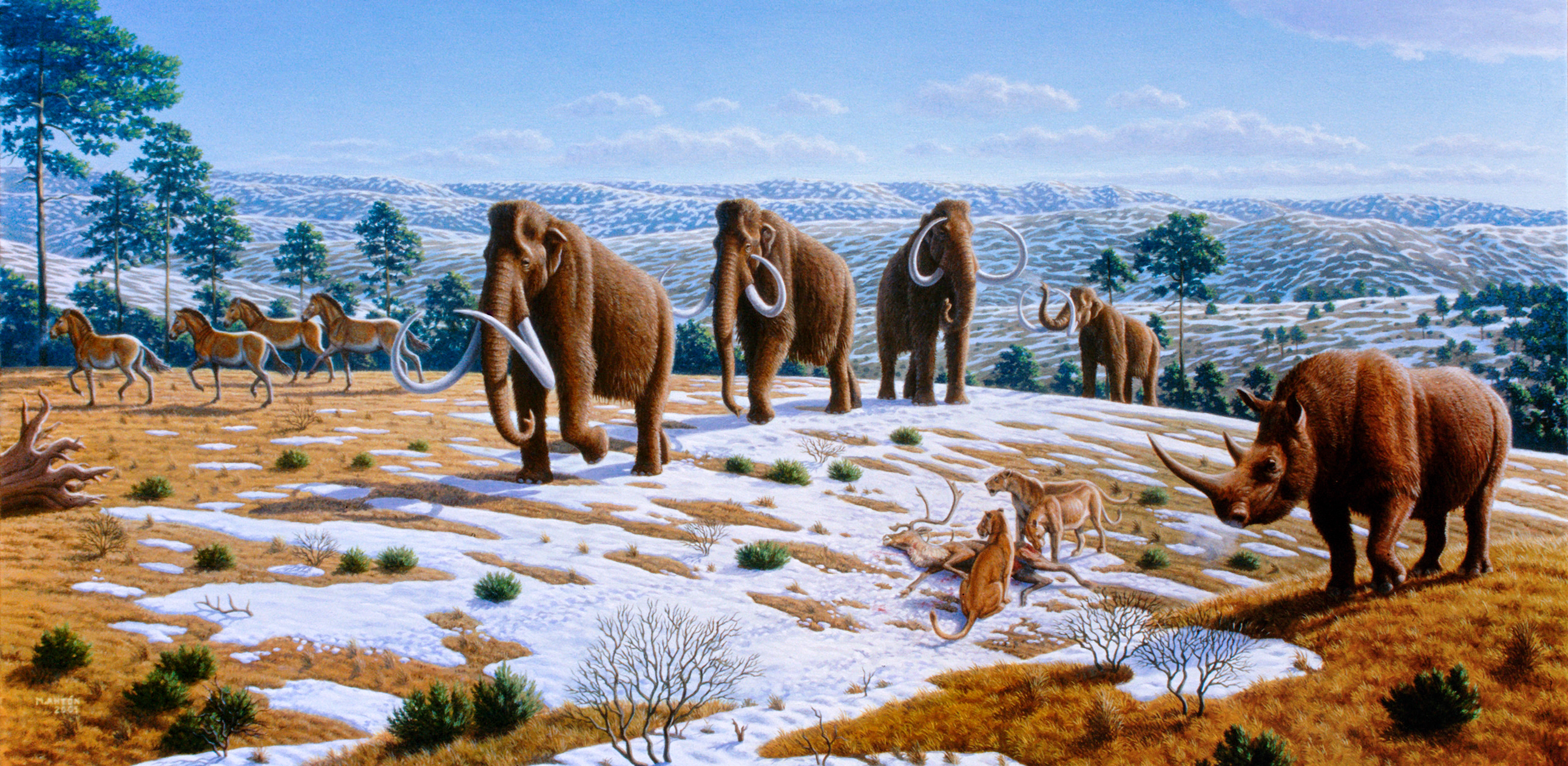
更新世晚期的西班牙北部，由毛里西奧·安東繪製

更新世巨型動物群（英語：Pleistocene megafauna）是指成年體重超過44（97英磅），生活於更新世而在第四紀滅絕事件中滅絕的巨型動物群。

## 古生態學
末次冰期為更新世晚期第四紀冰河時期中的最近一次冰期，始於 125,000 年前，結束於 14,500 年前。末次冰期在末次冰盛期時達到極盛，冰蓋在距今 33,000 年前開始發展，並在 26,500 年前達到顛峰。北半球冰川在 19,000 年前開始消退，南極洲冰消則發生在 14,500 年前，也被認為是導致 14,500 年前海平面大幅上升的主要原因。
猛獁平原為一極廣闊的平原，範圍自伊比利半島開始橫跨歐亞大陸，跨越白令陸橋並包括阿拉斯加及育空地區。白令陸橋的出現肇因於陸地冰蓋封存水所造成的海平面下降，陸橋在 11,000 年前因海平面上升而消失。在末次冰盛期時，歐洲大陸的氣候遠較今日來得乾冷，北方為極漠，而南方則多為草原或凍原，僅有南歐山區有零星森林與林地分布。
各大陸上的化石證據顯示許多大型動物在末次冰期接近結束時滅絕，而這些動物被稱為更新世巨型動物群。巨型動物群一般的定義為成年體重超過 44（97英磅） 的動物。在歐亞大陸上，古菱齒象在 100,000–50,000 年前絕種；洞熊（Ursus spelaeus）、梅氏犀（Stephanorhinus）、轉角羚羊（Spirocerus）與歐洲河馬在 50,000-16,000 年前絕種；洞鬣狗、披毛犀、猛犸象在 16,000-11,500 年前絕種。大角鹿屬在 11,500 年前絕種，但西伯利亞西部的族群則在 7,700年前才絕種。弗蘭格爾島島上的猛獁象直到 4,500 年前才絕種。當這些物種滅絕時，以牠們為食的掠食者也相繼走向絕種。似劍齒虎屬在 28,000 年前絕種，穴獅在 11,900 年前絕種，歐洲豹在 27,000 年前絕種。更新世晚期包含了一系列劇烈的氣候震盪，同一地區的氣溫差異可能達到 16 °C，被認為是巨型動物群滅絕的原因之一。末次冰期興盛時並無巨型動物群的滅絕事件發生，顯示低溫和冰河盛行並非導致牠們滅絕的原因。
現代人類的祖先最早出現於 195,000 年前的東非，一些人類於 60,000 年前離開非洲，並於 50,000 年前抵達中亞並在之後抵達歐洲。43,000-45,000 年前的義大利、大不列顛島以及 40,000 年前的歐洲大陸上有人類遺址的發現。另一支人類離開中亞並於 27,000 年前抵達當時位於北極圈內的亞納河和西伯利亞地區。因人類獵殺而死亡的猛獁象遺骸發現於 45,000 年前西伯利亞中部的葉尼塞河。現在人類在 20,000-11,000 年前跨越白令陸橋並抵達北美洲。在新月沃土地區，最早的農業發展於 11,500 年前。

## 理論
四個理論被認為是更新世巨型動物群滅絕的主要原因：被人類狩獵殆盡、氣候變遷、疾病散播、或是彗星與小行星撞擊。以上理論並非完全互斥，可能是綜合了兩項以上的原因才導致了滅絕。目前找到的證據多半指向人類活動是更新世巨型動物群滅絕的主因。

## 影響地區

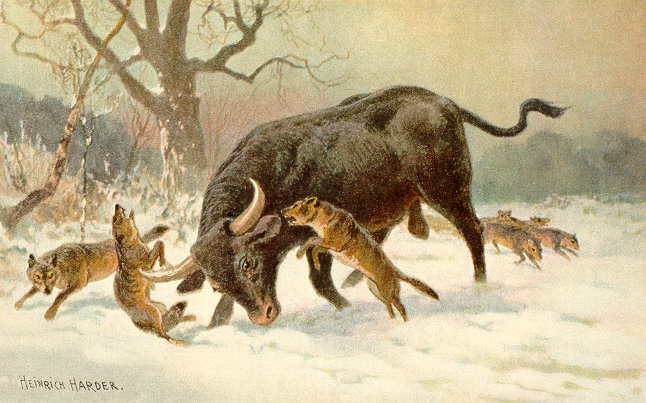
一頭原牛正嘗試趕走一群歐亞狼，由 Heinrich Harder 繪製

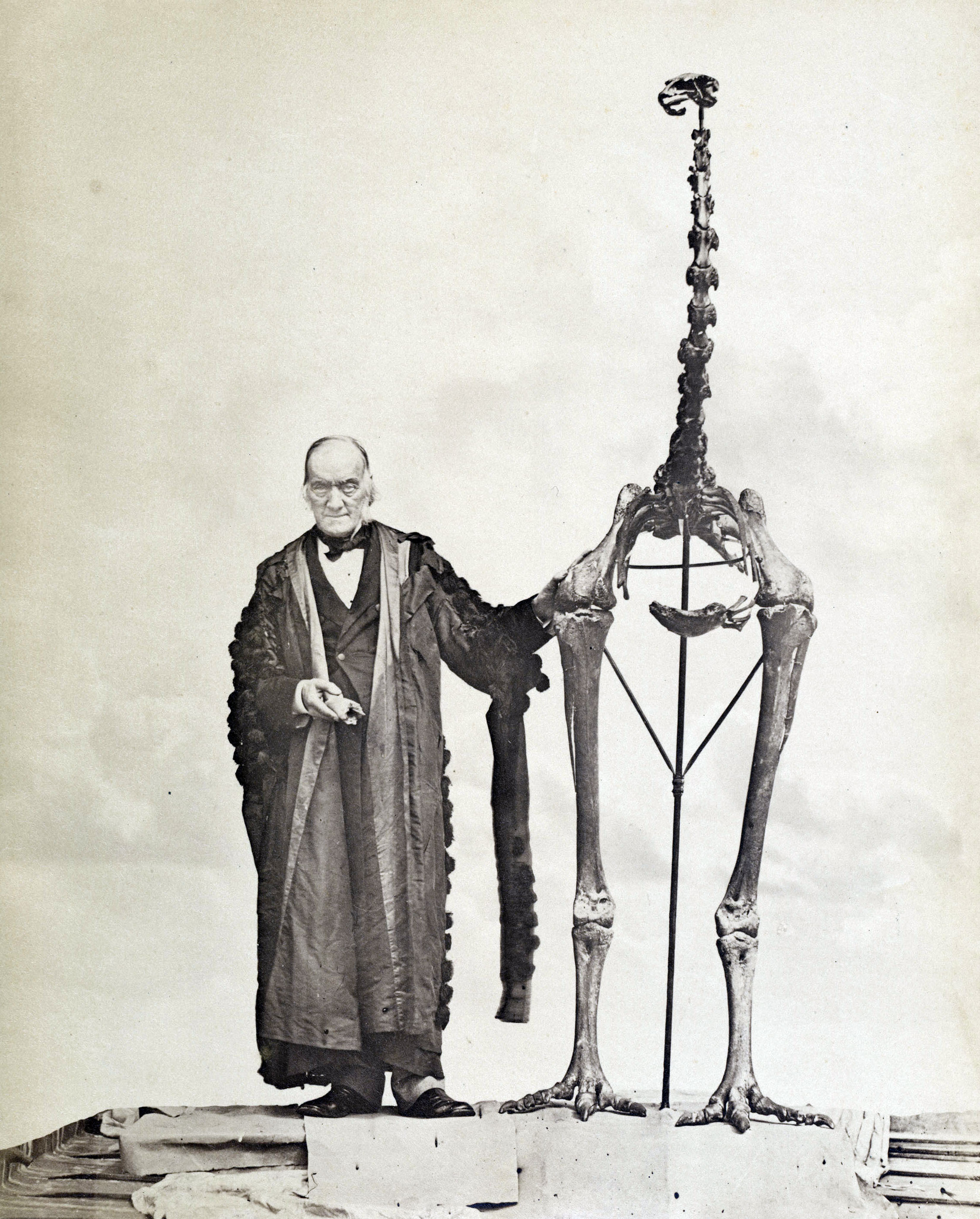
理查·歐文爵士與一旁的恐鳥骨架

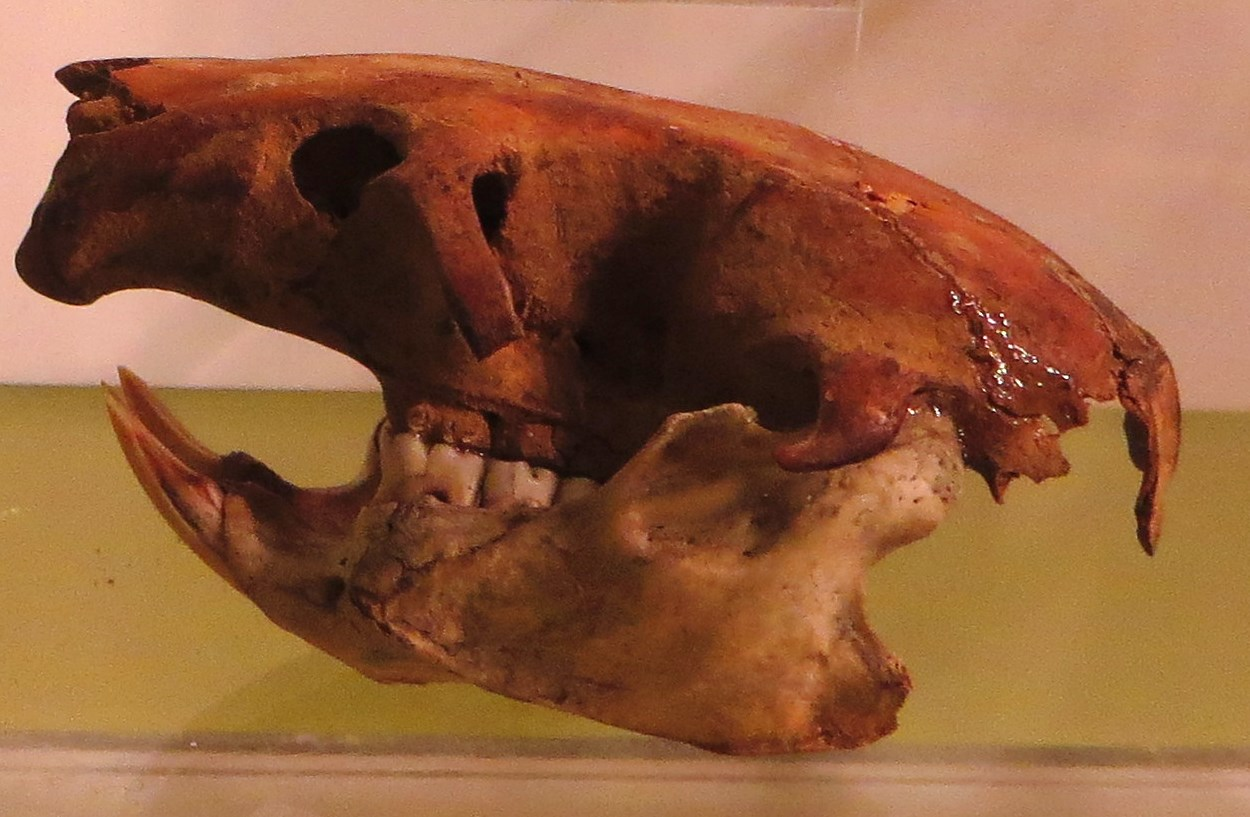
特內里費巨鼠顱骨

### 北美洲
北美洲巨型動物群的滅絕事件發生在約 12,700 年前，90 屬超過 44 公斤的物種走向滅絕。更新世晚期的北美洲動物相包括地懶、短面熊、貘（加州貘）、西猯科（古猯屬及平頭豬）、美洲擬獅、巨龜、北美獵豹、斯劍虎與似劍齒虎屬、恐狼、高鼻羚羊、駱駝科（擬駝及兩種大羊駝）、至少兩種美洲野牛屬、罕角駝鹿、灌木牛及林地麝牛、14 種叉角羚（13 種已滅絕）、馬、猛犸象與乳齒象、美麗犰狳與雕獸、巨河狸、以及部分鳥類例如異鷲。現今北美洲體型最大的陸地野生動物為美洲野牛。

### 南美洲
更新世時期的南美洲物種十分多樣化，包括大地懶、長頸駝、居維象、星尾獸、雕齒獸、南美土著馬、箭齒獸、劍乳齒象。當時主要的掠食者為細齒巨熊及刃齿虎。現今南美洲體型最大的陸地野生動物為南美貘。

### 歐亞大陸
歐亞大陸的巨型動物群與北美洲類似，包括真猛獁象、草原猛獁、古菱齒象、原牛、西伯利亞野牛、穴獅、洞熊、洞鬣狗、似劍齒虎屬、大角鹿、殘暴北極熊、披毛犀、梅氏犀、板齒犀。現今歐洲體型最大的陸地野生動物為歐洲野牛，亞洲則為亞洲象。

### 澳洲
澳洲巨型動物群由有袋類、單孔目、鱷目、龜鱉目、巨蜥及數種不會飛的鳥組成，包括巨型短面袋鼠、雙門齒獸屬、袋獅、牛頓巨鳥、驰鸟科、沃那比蛇、古巨蜥。

### 島嶼
許多島嶼上獨特的巨型動物群在人類到來後快速走向滅絕，包括弗蘭格爾島、聖保羅島、海峽群島上的侏儒猛獁象；紐西蘭的巨型鳥類恐鳥與哈斯特鵰，馬達加斯加的巨型狐猴（巨狐猴、古原狐猴及古大狐猴）、3 種馬達加斯加河馬、巨龜、沃亞鱷、象鳥；馬斯克林群島上的數種巨龜；弗洛勒斯島與其他數個島上的侏儒劍齒象；新喀里多尼亞的卷角龜屬及馬氏鱷亞科；加勒比地區的巴哈馬倉鴞、古巴巨鴞、Megalocnus；夏威夷州的異嘴鴨；地中海群島的大角鹿屬、矮象、河馬屬；加那利群島的歌利亞氏蜥、特內里費巨鼠及大加那利巨鼠、特內里費巨龜、大加那利巨龜。